# Бранденбург (замок)
За́мок Бранденбу́рг — руинированные остатки замка Тевтонского ордена в посёлке Ушаково (до 1946 года Бранденбург) в Гурьевском районе Калининградской области. Расположен на берегу Калининградского (Вислинского) залива в устье реки Прохладная. В Пруссии являлся центром комтурства, огромная территория которого простиралась до Больших Мазурских озёр.

## История

### Предыстория

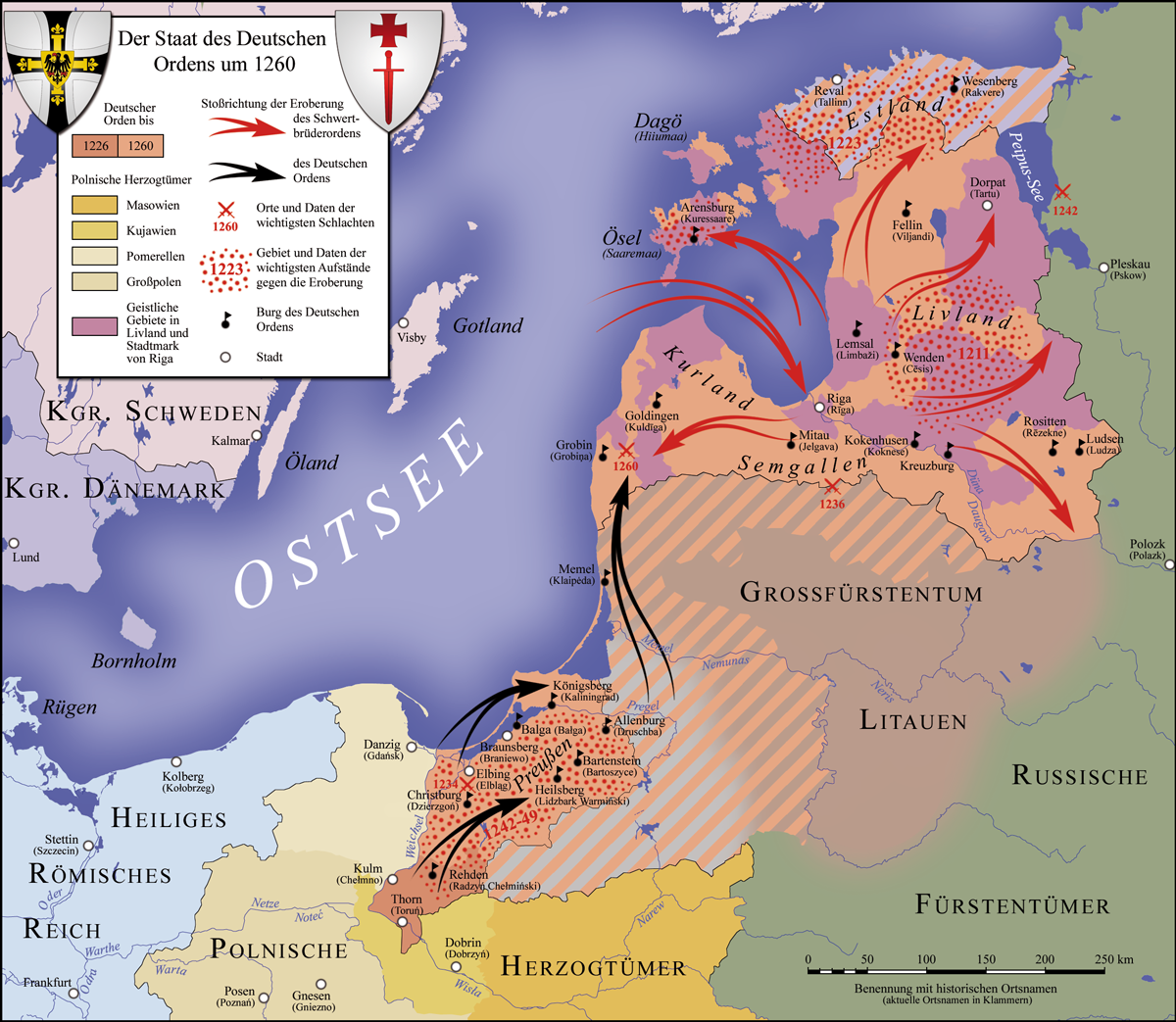
Экспансия Тевтонского ордена в Прибалтике

В 1206 году папа римский Иннокентий III издал буллу о христианизации пруссов, а в 1217 году папа римский Гонорий III объявил поход против прусских язычников, ставший частью кампаний в Восточной Пруссии, известных как прусский крестовый поход, к которым в 1226 году присоединяется Тевтонский орден. В 1230 году папа римский дал право Тевтонскому ордену крестить пруссов. Немецкие крестоносцы, имевшие интересы в восточной Европе, приступили к колонизации новых территорий, на которых в скором времени сложилось государство Тевтонского ордена. Колонизация не проходила мирно — немалая часть прусских вождей вели активную войну с крестоносцами, часть же вождей приняла христианство. Тевтонский орден давал определенные привилегии лояльным пруссам, встраивая их в феодальную систему своего государства. В основную фазу колонизации (XIII—XIV вв.) случилось два крупных восстания пруссов — первое прусское восстание (1242—1249 годы) и второе прусское восстание (1249—1260 годы).

### Основание (1266)
Годом основания замка считается 1266 год, поскольку в «Хронике земли Прусской» хрониста Петера из Дусбурга записано, что "В год от Рождества Христова 1266 маркграф Бранденбургский Отто III (правнук Альбрехта Медведя), со множеством рыцарей пришёл в землю Прусскую, «по совету магистра и братьев построил замок Бранденбург и пожелал так назвать на вечную память в честь маркграфства своего».

Оригинальный текст (лат.)Anno domini MCCLXVI marchio Brandenburgensis, ut premissum est, cum multitudine pugnatorum venit ad terram Prussie, et cum aliud agere non posset, de consilio magistri et fratrum edificavit castrum Brandenburgk et a nomine marchionatus sui ad perpetuam memoriam sic voluit appellari.

Причин строительства нового замка было несколько. Так во время первого прусского восстания (1242—1249 годы) выяснилось, что замок Бальга, являвшийся основным опорным пунктом рыцарей Тевтонского ордена в данном районе, может быть легко блокирован. Второй замок на берегу залива, замок Ленценбург, так же как и Бальга не имел порта. Но в устье реки Фришинг на правом берегу, была найдена местность, благоприятная для строительства замка: здесь можно было соорудить причальные постройки для создания порта, тем более, и река на целую милю вверх по течению была судоходной. Это облегчало наступление Ордена вглубь страны. К тому же после утраты Ленценбурга новый замок служил бы связующим звеном между Бальгой и Кёнигсбергом.
В конце XIII века замок перестроили в камне.

### Средние века
На протяжении всей истории Немецкого ордена замок Бранденбург считался одним из важнейших комтурских замков. С 1322 года в нём хранилась реликвия: фрагмент Святого Креста, на котором был распят Иисус. Существует предание об орденском рыцаре графе фон Массове, который попирал Святые Дары, за что был заточен в главную башню, где и умер.
Бранденбургский комтур Гюнтер фон Хоэнштайн (нем. Günther von Hohenstein, 1370—1380 годы) отличился на дипломатическом поприще, активно проявив себя в переговорах с Литвой. Император Карл IV в 1379 году подарил ему реликвию св. Катарины, выставленную в капелле замка.
Под прикрытием крепости вскоре образовалось поселение, где жили трактирщики, ремесленники, садоводы и рыбаки. Школа в посёлке существовала уже в 1408 году. В 1422 году в поселении было две мельницы, а в 1425 году уже три.
Во время войн поселение у замка сильно пострадало от пожаров, особенно в 1454, 1456 и 1520 годах.

### Новое время

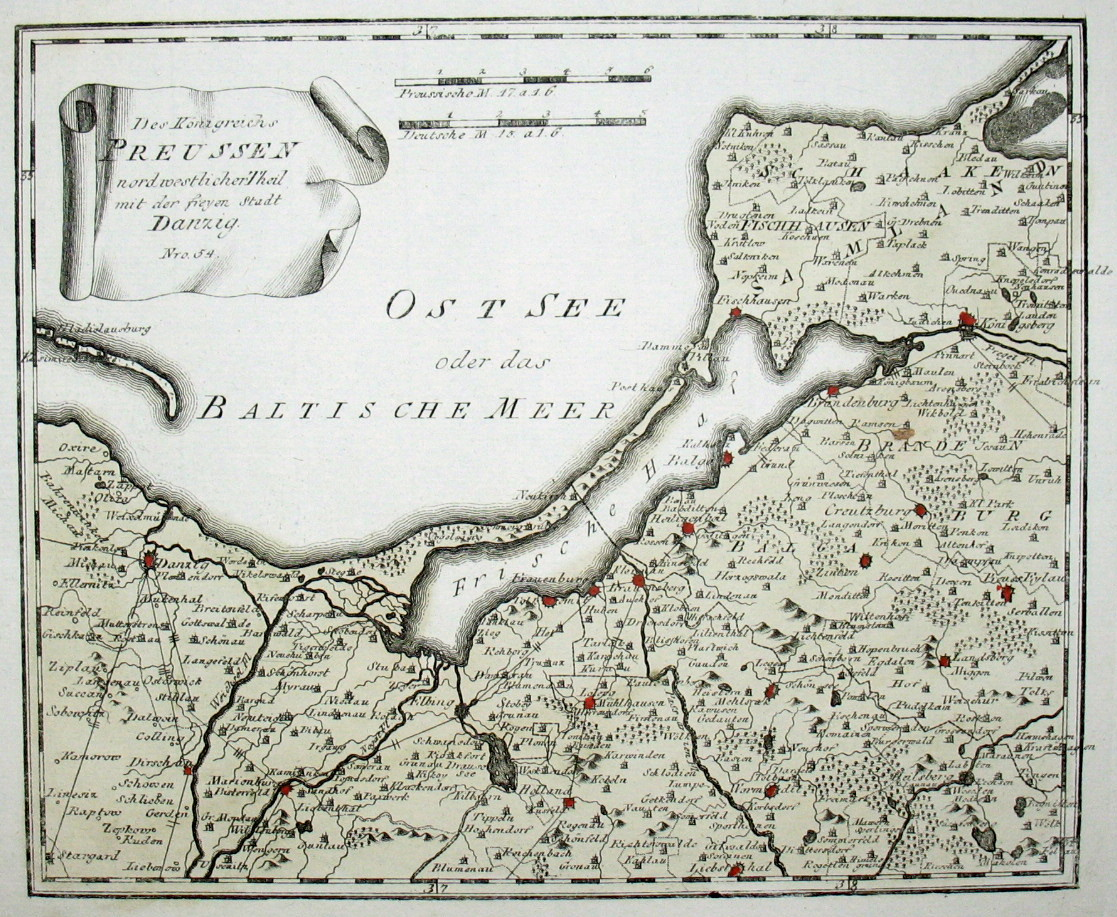
Бранденбург на карте северо-западной части Королевства Пруссии. 1791 год.

В 1525 году великий магистр Тевтонского ордена Альбрехт Бранденбургский (1490—1568) превратил Тевтонский Орден в герцогство Пруссия.
В XVI—XVII веках Бранденбург превратился в довольно крупный населённый пункт, в котором жили рыбаки, садоводы, лодочники, извозчики и мелкие крестьяне. В 1604 году здесь насчитывалось 7 трактиров и 50 дворов.
Благоприятное расположение на оживленной дороге, у залива и на реке способствовало развитию поселения. К тому же в нём проводились ярмарки. В 1652 году Бранденбург именовался «свободным местечком». Король Фридрих Вильгельм I намеревался дать ему статус города, но этого не случилось, хотя с 1716 по 1736 годы в Бранденбурге располагались части 12-го кирасирского полка.
В XIX веке Бранденбург обозначался как «Магкфескеп» — село, имеющее право устраивать рынки. В 1817 году был разработан проект новой дороги, проходящей напрямую через заболоченный луг. Вместе с прокладкой дороги был построен и новый металлический мост. Позже напрямую через остров, образованный двумя рукавами реки Фришинг, прорыли канал. Правый рукав реки, проходивший у стен замка, засыпали, часть левого использовалась как небольшая гавань для рыбацких судов.
До 1900 года в Бранденбурге сохранились лишь льняные, гончарные и коневодческие ярмарки. Бранденбург утратил своё значение после строительства Восточной железной дороги, которая прошла вдали от него.

### XX век
С началом в 1914 году Первой мировой войны Восточная Пруссия стала ареной военных действий. В августе 1914 года русские войска пересекли её границу и в течение короткого времени заняли значительную часть территории, однако Бранденбург занят не был. Восточно-Прусская операция (1914) завершилась для русских неудачно, после чего немцы собрались с силами и вытеснили русские войска назад.
В 1945 году Бранденбург находился в зоне ожесточенных боев и был частично разрушен.

### После Второй мировой войны
По условиям соглашения, заключённого на Потсдамской конференции, Пруссия была ликвидирована как государственное образование. Восточная Пруссия была разделена между Советским Союзом и Польшей. Советскому Союзу отошла одна треть Восточной Пруссии вместе со столицей Кёнигсбергом (который был переименован в Калининград), организационно включённая в состав РСФСР как Калининградская область.
Бранденбург был 1946 году переименован в Ушаково, получивший статус посёлка. Река Фришинг получила название Прохладная.
После 1945 года посёлок был переименован в Ушаково. В юго-восточном флигеле форбурга после небольшого ремонта жило несколько семей переселенцев из СССР. Юго-западное здание карвана, пострадавшее во время войны, практически не использовалось (в нем устроили несколько сараев). В центре бывшего двора форбурга установили небольшую металлическую водонапорную башню. Пристроенные ещё до войны к северной оборонительной стене помещения также служили в качестве сараев.
В 1964 году комиссия Центральных научно-реставрационных мастерских Министерства культуры СССР рекомендовала поставить замок на государственный учёт как охраняемый памятник, но такой работы проведено не было.
В начале 1980-х годов пришла в негодность часть крыши юго-восточного флигеля. Людей начали расселять, и с начала 1990-х годов здание оказалось заброшено и местное население стало активно разбирать его на стройматериалы, всего за несколько лет превратив флигель в руины.

## Современность
В 2007 году руины замка Бранденбург получили статус объекта культурного наследия регионального значения.
В 2010 году российское издание журнала Forbes включило замок Бранденбург в список из шести достопримечательностей России, находящихся под угрозой исчезновения. Замок, а также расположенная рядом кирха Бранденбург, разбираются местными жителями на кирпичи.
В 2013 году служба государственной охраны объектов культурного наследия Калининградской области заключила соглашение с московской фирмой «АРТ-Реставрация» о реставрации замка Бранденбург. Компания разработает проект реставрации замка.
На 2016 год проект реставрации заморожен.
В 2017 году Северо-Западной дирекцией Министерства культуры России было выделено 15 млн рублей на реставрацию замка. В том же году территория была расчищена от мусора, началось восстановление кладки стен обоих флигелей форбурга.
В 2024 году в руинах кирхи замка Бранденбург нашли надгробную плиту, которая принадлежит Гюнтеру фон Хоэнштайну — одному из комтуров замка.

## Описание памятника
Замок можно рассматривать как заключительный этап в развитии архитектурного стиля «укрепленный замок» в Натангии. В отличие от более поздних замков его внутренний двор еще довольно большой. Ворота находились в центре западного флигеля, напротив форбурга. Во всех четырёх флигелях были подвалы. Первые этажи замка использовались для хозяйственных помещений. В северо-восточном флигеле находилась кухня, рядом с которой располагался сделанный из тёсаного плитняка колодец, засыпанный в 1838 году. В западном флигеле, на втором этаже, помещался ремтер (трапезная).

## Использованная литература
- Бахтин А. П. Замки и укрепления Немецкого ордена в северной части Восточной Пруссии. Справочник. / Под ред. В. Ю. Курпакова. — Калининград: Терра Балтика, 2005. — ISBN 5-98777-004-1